# Placido Cortese

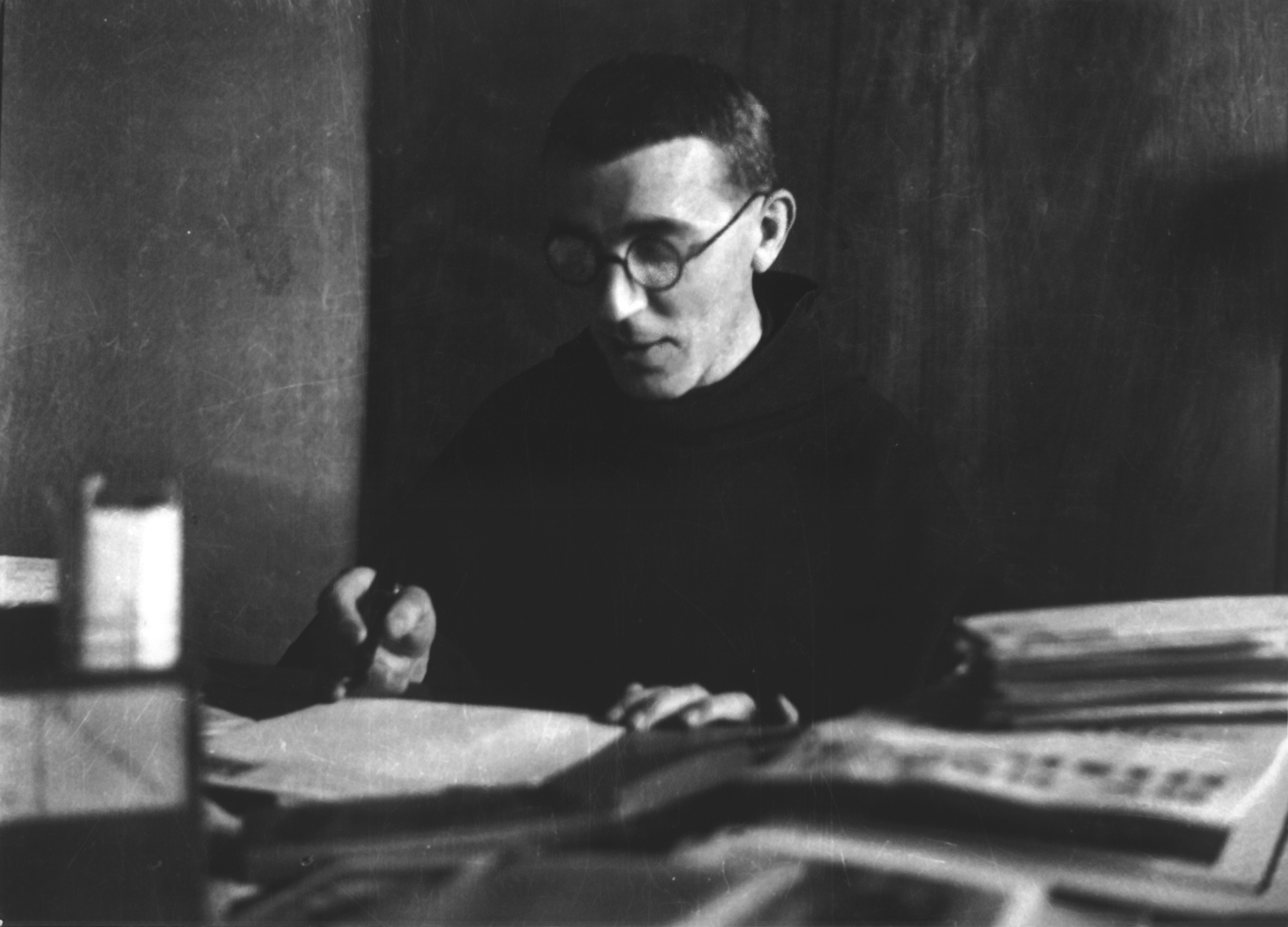
Pater Placido Cortese

Pater Placido Nicolò Cortese OFM (7. März 1907 in Cres – ca. 3. November 1944 in Triest) war ein italienischer Ordenspriester. Er wirkte vor und während des Zweiten Weltkriegs in Padua als Pfarrer und Herausgeber der Zeitschrift Messaggero di Sant’Antonio. Im Krieg baute er ein Untergrundnetzwerk auf, das Juden sowie britischen und jugoslawischen Kriegsgefangenen zur Flucht in die Schweiz verhalf. Im Oktober 1944 wurde er verhaftet und einige Wochen später nach Folterungen durch Schergen der Gestapo getötet. Der Prozess für seine Seligsprechung wurde 2002 eröffnet. In Anlehnung an den hl. Maximilian Kolbe wird Cortese auch „italienischer Pater Kolbe“ genannt.

## Leben
Nicolò Cortese kam in Cres auf der gleichnamigen Insel als Sohn von Matteo Cortese und Antonia Battaia zur Welt. Er wurde auf die Namen Nicolò Matteo getauft. Er hatte drei Geschwister.
Er besuchte die Schule in Cres bis 1918, als diese wegen des Ersten Weltkriegs geschlossen wurde. 1920 trat er in den Franziskanerorden ein und absolvierte von Oktober 1923 bis 1924 sein Noviziat in Padua im Kloster von Camposampiero. Am 10. Oktober 1924 legte er die Feierliche Profess ab und erhielt den Ordensnamen Placido. Anschließend studierte Cortese von 1925 bis 1927 in Cres Philosophie und von 1927 bis 1931 in Rom Theologie an der Päpstlichen Hochschule S. Bonaventura. Am 6. Juli 1930 wurde er in der Lateranbasilika zum Priester geweiht. Seine Primiz feierte Cortese in der Basilika Santa Maria Maggiore.
Nach der Priesterweihe war er von 1931 bis 1933 Kaplan an der Basilica di Sant’Antonio in Padua, von Dezember 1933 bis 1937 in der Pfarrei Viala Corscia in Mailand. Im Januar 1937 wurde er zum Herausgeber der bekannten Zeitschrift Il Messaggero di Sant’Antonio ernannt und war in dieser Funktion bis Juli 1943 tätig. In dieser Zeit gewann die Zeitschrift weltweit 500.000 neue Abonnenten. Cortese schrieb und fotografierte gerne und verfasste häufig Artikel, auch für andere Zeitschriften.
Auf Wunsch von Kardinal Francesco Borgongini Duca organisierte Cortese während des Zweiten Weltkriegs mehrere Rettungsaktionen für Juden sowie für britische und jugoslawische Kriegsgefangene. Er setzte seine Arbeit fort, obwohl ihm die damit verbundene Gefahr bewusst war.  Er leitete ein geheimes Netzwerk von seinem Beichtstuhl in der Basilika aus, wo ihn seine Kontaktpersonen unter dem Vorwand der Beichte aufsuchten und verschlüsselte Nachrichten austauschten; zum Beispiel bedeutete „Ich brauche fünf Eier“, dass fünf Personen Ausweispapiere brauchten, um in die Schweiz zu kommen. „Wir brauchen drei Kilo Mehl“ bedeutete, dass drei Personen in Padua Zuflucht suchten.
Am 8. Oktober 1944 um 13:55 Uhr fingen ihn Gestapospitzel vor der Basilika ab und brachten ihn unter dem Vorwand, ihn in ihrem Auto mitzunehmen, in die Gestapo-Zentrale an der Piazza Oberdan in Triest, wo er Verhören und schwersten Folterungen ausgesetzt war. Angeblich stachen seine Peiniger ihm die Augen aus und schnitten ihm die Zunge ab. Cortese starb irgendwann im November im Gestapo-Bunker; einige Quellen gehen davon aus, dass sein Tod am 3. November eintrat, andere geben den 15. November an. Seine Überreste wurden im KZ Risiera di San Sabba in Triest eingeäschert.

## Seligsprechungsverfahren

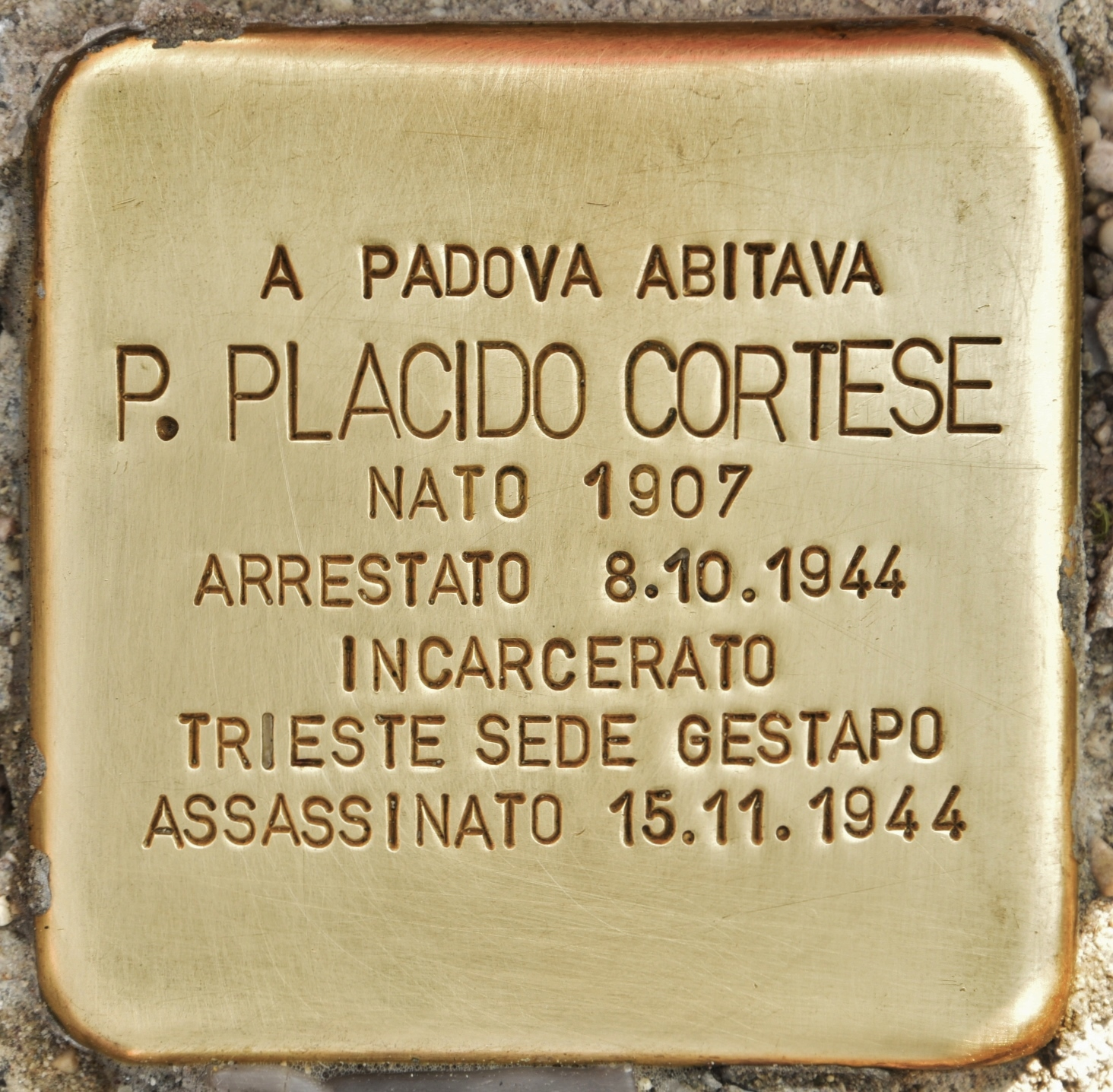
Stolperstein in Padua

Der Seligsprechungsprozess wurde unter Papst Johannes Paul II. am 8. Oktober 2001 eröffnet, nachdem die Kongregation für die Selig- und Heiligsprechungsprozesse das offizielle Edikt nihil obstat (keine Einwände) erlassen und den verstorbenen Priester zum Diener Gottes erklärt hatte. In Triest wurde ein diözesaner Prozess eröffnet, um festzustellen, ob Cortese in odium fidei (aus Hass gegen den Glauben) getötet wurde; dieser Prozess dauerte vom 29. Januar 2002 bis zum 15. November 2003. Die Dokumente dieses Prozesses wurden dem C.C.S. in Rom vorgelegt, der den Prozess am 4. Juni 2010 bestätigte. Zu diesem Zeitpunkt kamen Zweifel auf, ob der Begriff in odium fidei auf Corteses Fall angewendet werden konnte. Am 30. August 2021 ernannte Papst Franziskus P. Placido zum Ehrwürdigen Diener Gottes.